# Alıçlıbucak, Göksun
Alıçlıbucak là một xã thuộc huyện Göksun, tỉnh Kahramanmaraş, Thổ Nhĩ Kỳ. Dân số thời điểm năm 2010 là 129 người.